# نیروگاه انتراسک
نیروگاه انتراسک (به ایتالیایی: Centrale idroelettrica Luigi Einaudi) یک سد وزنی و نیروگاه ذخیره تلمبه‌ای در ایتالیا است که در استان کونیو واقع شده‌است.